# Ludwig Gothov-Grünecke
Ludwig Gothov-Grünecke (* 6. März 1847 in Pest; † 17. Oktober 1921 in Wien) war ein österreichischer Komponist und Kapellmeister, der für zahlreiche Bühnenwerke des Wiener Volkstheaters die Musik komponierte.

## Leben
Ludwig Gothov-Grünecke wirkte zunächst in der Banater Stadt Werschitz, die seinerzeit wie seine Geburtsstadt Pest zu Österreich-Ungarn gehörte. Er war dort Mitglied in der Ottep´schen Operettengesellschaft und Chormeister des Männergesangvereins. Am 1. August 1869 wurde er Orchesterdirigent der Theatergesellschaft von Karl Zeh. Zu dieser Zeit komponierte Gothov-Grüneke mit der Oper Eduard und Kunigunde sein mutmaßlich erstes Bühnenwerk, welches vom Männergesangsverein im gleichen Jahr uraufgeführt wurde.
Um 1875 ging Ludwig Gothov-Grünecke nach Wien und vertonte dort primär humoristische Bühnenwerke wie Operetten, Singspiele oder Possen, welche an vielen Wiener Bühnen gegeben wurden. Unter anderem werden seine 46 Bühnenmusiken am Jantsch-, Carl-, Fürst-, Josefstädter-, Kaiser-Jubiläums-, Raimund- und Ringtheater wie auch im Ronacher aufgeführt. Überdies ist er ab 1880 auch für drei Jahre am Josefstädter- und Jantschtheater als Kapellmeister tätig. In jenem Jahr feierte er auch seinen größten Erfolg mit der von Bruno Zappert und Max von Weinzierl verfassten Burleske Ein Böhm' in Amerika. Seit der Uraufführung im Jahre 1880 im Theater in der Josefstadt wurde das Stück an vielen Wiener Bühnen über 500 Mal gespielt.
In späteren Jahren zog er nach Berlin und war dort ab 1891 Pächter des Alexanderplatz-Theaters. Dort blieb er bis mindestens 1898, als seine Theaterkonzession verlängert wurde. Danach ging er zurück nach Wien und war dort Inhaber und Leiter einer Operettenschule. Zu seinen Schülern gehörten Ernst Arnold und Fritz Imhoff.

## Werke (Auswahl)
| Werksname                                                                                        | Genre                                             | Librettist / Theaterautor                | Datum/Jahr Erstaufführung | Ort Erstaufführung                                         | Akte | Anmerkung |
| ------------------------------------------------------------------------------------------------ | ------------------------------------------------- | ---------------------------------------- | ------------------------- | ---------------------------------------------------------- | ---- | --- |
| Eduard und Kunigunde (auch: Kunigunde und Eduard)                                                | Oper                                              | Ludwig Gothov-Grüneke                    | 1869                      | Werschitz                                                  | ?    | [ 1 ] |
| Potpourri aus Angot an der blauen Donau                                                          | Parodistische Operette                            | ?                                        | 1874                      | ?                                                          | 1    | Komponisten neben Gothov-Grüneke: Carl Pleininger, Marie von Moser-Sperner, Julius Hauschka und Ignatz Eigner. UA evtl. früher. |
| Ein weiblicher Grobian                                                                           | Komische Operette                                 | ?                                        | 1875                      | ?                                                          | 1    | UA wahrscheinlich früher. |
| Soldatenstreiche                                                                                 | Musikposse                                        | Ludwig Löwy und Julius Löwy              | 1875                      | Theater in der Josefstadt in Wien                          | ?    | UA wahrscheinlich früher. |
| Rothkäppchen oder: Die Strahlenpfeile der Sonne                                                  | Fantastisch-komisches Märchen mit Gesang und Tanz | Carl Riedl und Carl Crämer               | 1875                      | Altes Theater in Leipzig                                   | ?    | Gastspiel der Wiener Kindertheater-Gesellschaft unter Leitung von Karoline Wagener. UA wahrscheinlich früher. |
| Hans Jörgel von Gumpoldskirchen                                                                  | Faschingsschwank mit Gesang und Tanz              | S. Jacobi und Eduard Richter             | 1875                      | Altes Theater in Leipzig                                   | ?    | Gastspiel der Wiener Kindertheater-Gesellschaft unter Leitung von Karoline Wagener. UA wahrscheinlich früher. Siehe auch Komische Briefe des Hans-Jörgels von Gumpoldskirchen                                                                                        |
| Ninicherl                                                                                        | Parodie                                           | Bruno Zappert                            | 1878                      | Theater in der Josefstadt in Wien                          | 1    | - |
| Der Zweck heiligt die Mittel                                                                     | Volksstück                                        | Eduard Dorn                              | 1878                      | Theater in der Josefstadt in Wien                          | 1    | Das Stück wurde bereits 1870 als Der Bauernpfarrer, oder: der Zweck heiligt die Mittel mit der Musik von Karl Kleiber aufgeführt. |
| Das Weib des Debutanten                                                                          | Komisches Singspiel                               | Ludwig Gottsleben                        | 1879                      | Pertls Caféhaus im Prater, Wien                            | 1    | - |
| Der Ring des Nebeljungen oder: Das Judenthum in der Musik oder: 100.000 Gulden und meine Tochter | Opernparodie                                      | Eduard Dorn                              | 18.01.1879                | Theater in der Josefstadt in Wien                          | ?    | Parodie auf Richard Wagners 1876 uraufgeführten Opernzyklus Der Ring des Nibelungen mit offensichtlichen Bezügen zu antisemitischen Werken wie Wagners Aufsatz Das Judenthum in der Musik (Neuauflage 1869) und Sebastian Brunners Buch Das Nebeljungen Lied (1845). |
| Die Glöckerln vom Kornfeld                                                                       | Gespenster-Operette                               | Bruno Zappert                            | 1879                      | Komische Oper Wien                                         | 1    | Parodie der Erfolgsoperette Les Cloches de Corneville von Robert Planquette, die am 28. September 1878 als Die Glocken von Cornville am Theater an der Wien uraufgeführt wurde.                                                                                      |
| Ein Böhm' in Amerika (auch: Auf nach Amerika)                                                    | Gesangs-Burleske                                  | Bruno Zappert und Max von Weinzierl      | 1880                      | ?                                                          | 5    | Über 500 Aufführungen an vielen Wiener Bühnen |
| Moderne Weiber                                                                                   | Gesangsposse                                      | Bruno Zappert                            | 1880                      | Theater in der Josefstadt in Wien                          | ?    | Aufführung in fünf Bildern |
| Der Soldatenjux                                                                                  | Posse                                             | Julius Löwy                              | 1887                      |                                                            | ?    | Aufführung in fünf Bildern |
| Der Amerikaner                                                                                   | Operette                                          | Gustav von Moser                         | 1889                      | Hamburg und Görlitz (?)                                    | 3    | - |
| Das Küchenregiment                                                                               | ?                                                 | ?                                        | 1890                      | Pertls Caféhaus im Prater, Wien                            | ?    | - |
| Wiener Kadetten                                                                                  | ?                                                 | ?                                        | 1890                      | Pertls Caféhaus im Prater, Wien                            | ?    | - |
| Wiener Sportsdamen                                                                               | ?                                                 | ?                                        | 1890                      | Pertls Caféhaus im Prater, Wien                            | ?    | - |
| Der Dreibirkenhof                                                                                | Volksstück mit Gesang                             | Hans Bartl (unter Pseudonym J. L. Weber) | 1892                      | Schwenders Kolosseum im Wiener Bezirk Rudolfsheim-Fünfhaus | ?    | UA wahrscheinlich früher. |
| Alt-Wiener Musikanten                                                                            | Genrebild mit Gesang                              | Georg Stubenvolll                        | 1899                      | Volkstheater im k. k. Prater in Wien                       | 1    | UA wahrscheinlich früher. Musik nach Motiven von Johann Strauß und Joseph Lanner. Die Lanner-Ouverture von Philipp Fahrbach dem Älteren |
| Großmütterchen träumt vom Hochzeitstag                                                           | Fantasiestück                                     | Ludwig Gothov-Grüneke (?)                | 19??                      | ?                                                          | ?    | - |
| 48 Stunden Urlaub                                                                                | ?                                                 | Bernhard Buchbinder                      | 1903                      | ?                                                          | ?    | UA wahrscheinlich früher. |
| Wie die Zwerge die Riesen besiegten                                                              | Märchen mit Gesang und Tanz                       | Elly Peiskar und Ludwig Gothov-Grüneke   | 1913                      | Kaiserjubiläums-Stadttheater Wien                          | ?    | UA wahrscheinlich früher. Szenenfolge, Gesangstexte und Musik von Gothov-Grünecke, Handlung und Dialog von Peiskar. |